# ロッキー・フエンテス
ロッキー・フエンテス（Rocky Fuentes 、1986年2月10日 - ）は、フィリピンのプロボクサー。元OPBF東洋太平洋フライ級王者。セブ出身。

## 来歴
2007年12月2日、リッチー・メプラナムと対戦し、8R判定 1-2(77-75、75-77、74-78)で敗れた。
2010年3月9日、OPBF東洋太平洋フライ級王者の大久保雅史に挑戦し、2-0（116-114、115-113、114-114 ）の判定勝ちを収め、タイトルを獲得した。
2010年6月5日、後楽園ホールで池原繁尊と対戦し、11回2分9秒TKO勝ちを収めた。
2010年9月5日、名古屋国際会議場でOPBF東洋太平洋フライ級1位の有富康人と対戦し、8回2分13秒TKO勝ちを収めた。
2011年8月20日、大阪市住吉区民センターでWBCフライ級10位の向井寛史と対戦し、12R判定 3-0(118-111、118-110、117-111)で勝利した。。
2012年12月18日、後楽園ホールでOPBF東洋太平洋フライ級9位の奈須勇樹と対戦し、12R3-0（115-113、116-112、117-111）の判定勝ちを収めた。
2014年1月22日、アムナット・ルエンロンとIBF世界フライ級王座決定戦を行い、12回0-3（2者が112-116、111-117）の判定負けを喫し、タイトル獲得に失敗した。
2014年11月22日、横浜国際プールでWBC世界フライ級王者のローマン・ゴンサレスと対戦し、6回2分11秒TKO負けし、タイトル獲得に失敗した。
2016年12月31日、大森将平と55.0kg契約8回戦を行い、3回2分30秒KO負けを喫した。
2020年から横浜光ジムのトレーナーを務めている。

## 獲得タイトル
- 第39代OPBF東洋太平洋フライ級王座（防衛6=返上）